# Inés del Río Prada
Inés del Río Prada (2 de setembre de 1958) és una membre d'ETA condemnada per delictes de terrorisme. Va néixer a Tafalla, Navarra. Va ser membre d'⁣Euskadi Ta Askatasuna (ETA), banda que buscà la independència del País Basc a Espanya i França mitjançant l'ús de la violència de motivació política. El juliol de 1987 va ser condemnada a 3.828 anys de presó després de ser condemnada per cometre 24 assassinats i diferents actes de terrorisme.

## Doctrina Parot
Tal com es calcula segons les normes del Codi Penal espanyol de 1973, la seva sortida de la presó s'hauria d'haver produït el 2008.
El seu cas va ser revisat d'acord amb l'aplicació retroactiva de la doctrina Parot, que va permetre ajornar la seva posada en llibertat fins al 2017.
La presa va recórrer primer la revisió de la seva condemna per part del Tribunal Suprem d'Espanya davant l'última autoritat interna, que és el Tribunal Constitucional d'Espanya, que va confirmar la decisió de revisió per allargar la seva pena de presó.
Del Río i els seus advocats van recórrer amb èxit davant el Tribunal Europeu de Drets Humans, que va dictaminar definitivament el 21 d'octubre de 2013, va donar la raó a Inés del Río i va ordenar la seva posada en llibertat immediata (que es va produir l'endemà) i va ordenar una indemnització de 30.000 euros, que les autoritats espanyoles han reclamat la seva víctime si es resistia a pagar. Ha iniciat un procediment d'apel·lació.